# Meiosimyza vittata
Meiosimyza vittata är en tvåvingeart som först beskrevs av Walker 1849.  Meiosimyza vittata ingår i släktet Meiosimyza och familjen lövflugor. Inga underarter finns listade i Catalogue of Life.